# 丰特德佩德罗纳阿罗
丰特德佩德罗纳阿罗，是西班牙卡斯蒂利亚-拉曼恰昆卡省的一个市镇。总面积64平方公里，总人口1213人（2001年），人口密度19人/平方公里。